# Shasu
Shasu-folket var semitiska nomader som levde i södra Kanaan under sen bronsålder/tidig järnålder. De var organiserade i klaner som styrdes av klanhövdingar och livnärde sig troligen på boskapsskötsel. Egyptierna beskrev dem som ett vandrande rövarfolk. aktivt i vad som idag är Jezreelslätten Shasu omnämns på en lista över fiender på en kolonn i Soleb-templet samt på fragment gällande en av Thutmosis II:s fälttåg. Det är möjligt att Thutmosis II:s fälttåg egentligen var en mindre räd mot shasufolket eller en sammandrabbning med dem på väg mot större fälttåg i Syrien. Män från shasufolket deltog även i slaget vid Kadesh på hettiternas sida. 
Vissa forskare kopplar shasufolket till israeliterna men det är omdebatterat.